# Fabio Martínez (escritor argentino)
Fabio Gabriel Martínez (n. Campamento Vespucio, 1981) es un licenciado en comunicación social y escritor argentino.

## Biografía
Nació en Campamento Vespucio, Departamento General José de San Martín en la Provincia de Salta en 1981.
Vivió su infancia y adolescencia en la ciudad de Tartagal, siendo hijo de un operario de la YPF privatizada.
Actualmente reside en la capital de Córdoba. Es Licenciado en Comunicación Social, graduado de la Universidad Nacional de Córdoba y trabaja como profesor secundario en Colonia Tirolesa.
Participó en la Antología de jóvenes narradores de Córdoba “Es lo que hay” (Editorial Babel 2009).
Su primer libro de relatos “Despiértenme cuando sea de noche” fue editado por Editorial Nudista en 2010 y reeditado en 2012. El mismo recibió en 2010 el tercer premio en el género cuento, en el Concurso del Régimen de Fomento a la Producción Literaria Nacional y Estímulo a la Industria Editorial, otorgado por el Fondo Nacional de las Artes.
En 2012 formó parte del libro “Frutos extraños”  junto a Sebastián Pons y Alberto Rodríguez Mayztegui.
A mediados del 2013 publicó su primera novela “Los pibes suicidas” (Editorial Nudista) que fue finalista del premio Cambaceres.
En el 2014 la editorial universitaria Sofía Cartonera editó dos libros de su autoría: El Río (cuento para niños) y El Amigo de Franki Porta. Ese mismo año logró el Primer Premio en la Categoría Cuento de los Concursos Literarios Provinciales 2014 de la Secretaría de Cultura de la Provincia de Salta.
En el 2020 gana el Primer Premio en la Categoría Literatura Infantil y Juvenil de los Concursos Literarios Provinciales 2020 de la Secretaría de Cultura de la Provincia de Salta.